# Poreuomena duponti
Poreuomena duponti är en insektsart som beskrevs av Griffini 1908. Poreuomena duponti ingår i släktet Poreuomena och familjen vårtbitare. Inga underarter finns listade i Catalogue of Life.